# Ctenolophus fenoulheti
Ctenolophus fenoulheti är en spindelart som beskrevs av Hewitt 1913. Ctenolophus fenoulheti ingår i släktet Ctenolophus och familjen Idiopidae. Inga underarter finns listade i Catalogue of Life.